# Список аеропортів Сирії
|  | Службовий список статей, створений для координації робіт з розвитку теми. Це попередження не встановлюється на інформаційні списки і глосарії. |

Мапа аеропортів Сирії

Це список аеропортів в Сирії, сортований за розташуванням.
Сирія, офіційно Сирійська арабська республіка, є державою у Західній Азії, межує з Ліваном та Середземним морем на заході, Туреччиною на півночі, Іраком на сході, Йорданією на півдні, та Ізраїлем на південному заході. Столиця — Дамаск.

## Аеропорти
Назви аеропортів, виділені жирним здійснюють обслуговування пасажирів комерційними авіакомпаніями.

### Цивільні аеропорти
| Назва                                   | Розташування | Провінція   | Контролюється | Код ІКАО | Код ІАТА | Використання         | Вертодроми | Злітно-посадкові смуги | Ангари | Ескадрильї | Координати                                                            |
| --------------------------------------- | ------------ | ----------- | ------------- | -------- | -------- | -------------------- | ---------- | ---------------------- | ------ | --- | --------------------------------------------------------------------- |
| Міжнародний аеропорт «Алеппо»           | Алеппо       | Алеппо      | p             | OSAP     | ALP      | цивільний військовий | 10         | 1                      | 8      | ? ескадрилья Мі-8 ? ескадрилья Мі-8                                                                                             | 36°10′50″ пн. ш. 37°13′27″ сх. д. / 36.18056° пн. ш. 37.22417° сх. д. |
| Міжнародний аеропорт «Дамаск»           | Дамаск       | Дамаск      | p             | OSDI     | DAM      | цивільний військовий | 0          | 2                      | 16     | 522 ескадрилья Ан-24, Ан-26, Іл-76 565 ескадрилья Як-40 575 ескадрилья Falcon 20E, Falcon 900 585 ескадрилья Ту-134, Boeing 737 | 33°24′38″ пн. ш. 36°30′51″ сх. д. / 33.41056° пн. ш. 36.51417° сх. д. |
| Аеропорт «Дейр-ез-Зор»                  | Дейр-ез-Зор  | Дейр-ез-Зор | p             | OSDZ     | DEZ      | цивільний військовий | 0          | 1                      | 4      | 8 ескадрилья МіГ-21 | 35°17′07″ пн. ш. 40°10′33″ сх. д. / 35.28528° пн. ш. 40.17583° сх. д. |
| Аеропорт «Камишли»                      | Камишли      | Аль-Хасаке  | p             | OSKL     | KAC      | цивільний військовий | 0          | 1                      | 0      | | 37°01′14″ пн. ш. 41°11′29″ сх. д. / 37.02056° пн. ш. 41.19139° сх. д. |
| Міжнародний аеропорт «Басіль аль-Ассад» | Латакія      | Латакія     | p             | OSLK     | LTK      | цивільний військовий | 15         | 1                      | 0      | 618 ескадрилья Мі-14, Ка-25, Ка-27                                                                                              | 35°24′03″ пн. ш. 35°56′55″ сх. д. / 35.40083° пн. ш. 35.94861° сх. д. |
| Аеропорт «Пальміра»                     | Пальміра     | Хомс        | p             | OSPR     | PMS      | цивільний військовий | 0          | 1                      | 16     | | 34°33′27″ пн. ш. 38°19′01″ сх. д. / 34.55750° пн. ш. 38.31694° сх. д. |

### Військові авіабази
| Назва            | Розташування       | Провінція  | Контролюється | Використання                       | Вертодроми | Злітно-посадкові смуги | Ангари | Ескадрильї                                                                           | Координати |
| ---------------- | ------------------ | ---------- | ------------- | ---------------------------------- | ---------- | ---------------------- | ------ | ------------------------------------------------------------------------------------ | --- |
| Абу аль-Духур    | Абу аль-Духур      | Алеппо     | p             | військовий                         | 0          | 1                      | 20     | 678 ескадрилья МіГ-23 2 ескадрилья L-39ZO ? ескадрилья L-39ZO                        | 35°43′55″ пн. ш. 37°06′15″ сх. д. / 35.73194° пн. ш. 37.10417° сх. д.                                                                       |
| Аль-Кусейр       | Аль-Кусейр         | Хомс       | r             | військовий                         | 0          | 1                      | 16     | 825 ескадрилья МіГ-21 826 ескадрилья Су-27 (не підтверджено)                         | 34°34′08″ пн. ш. 36°34′22″ сх. д. / 34.56889° пн. ш. 36.57278° сх. д.                                                                       |
| Аль-Насірія      | Аль-Насірія        | Дамаск     | p             | військовий                         | 0          | 1                      | 20     | 695 ескадрилья МіГ-23 698 ескадрилья МіГ-23                                          | 33°55′08″ пн. ш. 36°51′59″ сх. д. / 33.91889° пн. ш. 36.86639° сх. д.                                                                       |
| Аль-Найраб       | Аль-Найраб, Алеппо | Алеппо     | p             | військовий                         |            |                        |        |                                                                                      | 36°11′05″ пн. ш. 37°12′57″ сх. д. / 36.18472° пн. ш. 37.21583° сх. д.                                                                       |
| Талах            | Талах              | Ес-Сувейда | p             | військовий                         | 0          | 1                      | 16     | 765 ескадрилья Мі-25 766 ескадрилья Мі-25                                            | 32°42′19″ пн. ш. 36°24′46″ сх. д. / 32.70528° пн. ш. 36.41278° сх. д.                                                                       |
| Аль-Думейр       | Аль-Думейр         | Дамаск     | p             | військовий                         | 0          | 1                      | 52     | 67 ескадрилья МіГ-23 ? ескадрилья Су-22М-2                                           | 33°36′35″ пн. ш. 36°44′56″ сх. д. / 33.60972° пн. ш. 36.74889° сх. д.                                                                       |
| Хама             | Хама               | Хама       | p             | військовий                         | 10         | 1                      | 20     | 679 ескадрилья МіГ-21 680 ескадрилья МіГ-21 ? ескадрилья МіГ-29                      | 35°07′05″ пн. ш. 36°42′40″ сх. д. / 35.11806° пн. ш. 36.71111° сх. д.                                                                       |
| Чірах            | Чірах              | Алеппо     | y             | військовий                         | 0          | 1                      | 12     | ? ескадрилья L-39ZA                                                                  | 36°05′48″ пн. ш. 37°56′11″ сх. д. / 36.09667° пн. ш. 37.93639° сх. д.                                                                       |
| Хальхалях        | Хальхалях          | Ес-Сувейда | p             | військовий                         | 20         | 2                      | 30     | 945 ескадрилья МіГ-21 946 ескадрилья МіГ-21                                          | 33°03′40″ пн. ш. 36°33′08″ сх. д. / 33.06111° пн. ш. 36.55222° сх. д.                                                                       |
| Кувейрс          | Кувейрс            | Алеппо     | r             | військовий літно-тренувальна школа | 0          | 1                      | 11     | 3 ескадрилья L-39ZA, MBB 223 Flamingo                                                | 36°11′13″ пн. ш. 37°34′59″ сх. д. / 36.18694° пн. ш. 37.58306° сх. д.                                                                       |
| Мардж Рухайіль   | Мардж Рухайіль     | Дамаск     | p             | військовий                         | 26         | 1                      | 24     | 54 ескадрилья МіГ-23 77 ескадрилья МіГ-23 767 ескадрилья Мі-25                       | 33°17′11″ пн. ш. 36°27′26″ сх. д. / 33.28639° пн. ш. 36.45722° сх. д.                                                                       |
| Мардж аль-Султан | Мардж аль-Султан   | Дамаск     | y             | військовий                         | 35         | 1                      | 0      | 525 ескадрилья Мі-8 537 ескадрилья Мі-8 909 ескадрилья (VIP) Мі-8 ? ескадрилья Мі-8  | 33°29′13″ пн. ш. 36°28′31″ сх. д. / 33.48694° пн. ш. 36.47528° сх. д. 33°30′01″ пн. ш. 36°28′00″ сх. д. / 33.50028° пн. ш. 36.46667° сх. д. |
| Меззе            | Меззе              | Дамаск     | p             | військовий                         | 12         | 1                      | 22     | 976 ескадрилья SA-324-L 977 ескадрилья SA-324-L                                      | 33°28′39″ пн. ш. 36°13′24″ сх. д. / 33.47750° пн. ш. 36.22333° сх. д.                                                                       |
| Менах            | Менах              | Алеппо     | r             | військовий літно-тренувальна школа | 8          | 2                      | 0      | 4 ескадрилья Мі-8, MBB 223 Flamingo                                                  | 36°31′17″ пн. ш. 37°02′29″ сх. д. / 36.52139° пн. ш. 37.04139° сх. д.                                                                       |
| Кабр аль-Сітт    | Бейт Сахем         | Дамаск     | y             | військовий                         | 20         | 1                      | 0      | 532 ескадрилья Мі-2, Мі-8                                                            | 33°27′30″ пн. ш. 36°21′23″ сх. д. / 33.45833° пн. ш. 36.35639° сх. д.                                                                       |
| Сайкал           | Сайкал             | Дамаск     | p             | військовий                         | 0          | 2                      | 44     | 697 ескадрилья МіГ-29 698 ескадрилья МіГ-29 699 ескадрилья МіГ-29                    | 33°40′56″ пн. ш. 37°12′50″ сх. д. / 33.68222° пн. ш. 37.21389° сх. д.                                                                       |
| Шайрат           | Шайрат             | Хомс       | p             | військовий                         | 0          | 2                      | 40     | 675 ескадрилья МіГ-23 677 ескадрилья Су-22М-2 685 ескадрилья Су-22М-4                | 34°29′24″ пн. ш. 36°54′32″ сх. д. / 34.49000° пн. ш. 36.90889° сх. д.                                                                       |
| Табка            | Табка              | Ар-Ракка   | p             | військовий                         | 0          | 1                      | 18     | 12 ескадрилья МіГ-21 24 бригада Мі-8                                                 | 35°45′17″ пн. ш. 38°34′00″ сх. д. / 35.75472° пн. ш. 38.56667° сх. д.                                                                       |
| Тафтаназ         | Тафтаназ           | Ідліб      | y             | військовий                         | 48         | 1                      | 0      | 253 ескадрилья Мі-8 255 ескадрилья Мі-8                                              | 35°58′20″ пн. ш. 36°46′59″ сх. д. / 35.97222° пн. ш. 36.78306° сх. д.                                                                       |
| Тіас/Т4          | Тіас               | Хомс       | p             | військовий                         | 0          | 1                      | 60     | 1 ескадрилья МіГ-25 5 ескадрилья МіГ-25 819 Squadron Су-24МК 827 ескадрилья Су-22М-4 | 34°31′21″ пн. ш. 37°37′47″ сх. д. / 34.52250° пн. ш. 37.62972° сх. д.                                                                       |